# Rozkoszówka
Rozkoszówka – wieś w Polsce położona w województwie lubelskim, w powiecie hrubieszowskim, w gminie Uchanie.
| SIMC    | Nazwa   | Rodzaj  |
| ------- | ------- | ------- |
| 0904150 | Dąbrowa | kolonia |

W latach 1975–1998 miejscowość administracyjnie należała do województwa zamojskiego. 
Wieś jest sołectwem w gminie Uchanie. Według Narodowego Spisu Powszechnego (III 2011 r.) liczyła 425 mieszkańców i była drugą co do wielkości miejscowością gminy.
Wierni Kościoła rzymskokatolickiego należą do parafii Wniebowzięcia Najświętszej Maryi Panny w Uchaniach.

## Historia
Pierwsze wzmianki o wsi pochodzą z 1819 roku, natomiast ze spisu w 1827 roku wiadomo, że na jej terenie mieszkało wówczas 293 osób. Przez cały okres swego istnienia Rozkoszówka była wsią jednolitą narodowościowo i wyznaniowo – jedynie przed II wojną światową zasiedlały ją 4 osoby narodowości ukraińskiej i 11 osób narodowości żydowskiej (stan na 1921 r. z ogólnej liczby 730 mieszkańców) oraz 3 osoby narodowości ukraińskiej i 6 osób narodowości żydowskiej (stan na 1938 r. z ogólnej liczby 830 mieszkańców). W latach okupacji hitlerowskiej nasilił się terror: 13 stycznia 1943 roku władze niemieckie przeprowadziły akcję wysiedleńczą osadników gminy Uchanie, w tym mieszkańców Rozkoszówki. Mieszkańców uwięziono w obozie tymczasowym w Zamościu a następnie podzielono na kilka grup. Jedna z nich, Paweł Pąk (w ewidencji Paweł Ponk) trafiła do obozu w Oświęcimiu, kolejne zostały wysłane transportem kolejowym na roboty przymusowe do Niemiec. Dzieci nienadające się do pracy zostały wysłane koleją do Siedlec. W 1953 roku nastąpiła radiofonizacja, a w 1956 roku elektryfikacja wsi.

## Znane osoby
W Rozkoszówce urodził się Bronisław Sowiński – żołnierz Batalionów Chłopskich, a także rzeźbiarz Stefan Momot. Z Rozkoszówki pochodził również Paweł Pąk, syn Pawła Pąka, który zginął w Oświęcimiu, żołnierz armii Andersa, zginął 12 maja 1944 pod Monte Cassino oraz jego siostrzenica prof. Maria Stopa-Boryczka. 